# Tarabin

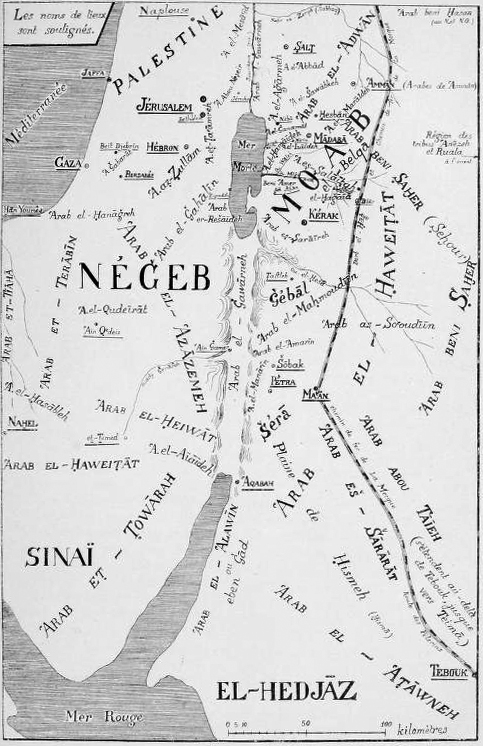
Carte de 1908 figurant les tribus bédouines

Les Bédouins Tarabin (hébreu : תראבין), également connus sous le nom d'Al-Tirabin ( arabe : الترابين), étaient la tribu bédouine la plus importante de la péninsule du Sinaï au XIXe siècle, et le plus grand à l'intérieur du Néguev. Aujourd'hui, cette tribu réside dans la péninsule du Sinaï mais aussi au Caire, à Ismaïlia, à Gizeh, à Al Sharqia et à Suez, en Israël (Néguev), en Jordanie, en Arabie saoudite et dans la bande de Gaza. Un canton nommé Tirabin al-Sana a été construit en Israël en 2004 spécialement pour les membres du clan al-Sana de la tribu Al-Tirabin.
Al-Tirabin est considérée comme la plus grande tribu bédouine du Néguev et de la péninsule du Sinaï et de toute l'Égypte, avec plus de 500 000 personnes.
Pendant l'administration Mamelouke, certaines tribus comme le clan Aydi furent intégré aux Tarabins dans un effort de réduire le pouvoir des clans en Palestine. La  dynastie ottomane, le mandat britannique et leurs partisans ont poursuivi cette politique. Une loi ottomane de 1875 intègre d'autres tribus vivant dans le Néguev à la tribu Tarabin : c'est le cas des Azazmé, Tiyaha, Jubarat, Hanajré et Huweitat.

## Origine
Tarabin Bedouin a retracé leur ascendance à un 'Atiya qui appartenait à la tribu Quraysh, à laquelle appartenait Mohammed le prophète de l'Islam, et vivait à Turba à l'est de La Mecque. On pense que 'Atiya a émigré au Sinaï au XIVe siècle. Il a été enterré à al-Sharaf près de Suez. 'Atiya avait cinq fils auxquels divers clans des Tarabin font remonter leur descendance. Musa'id est resté dans les mémoires comme l'ancêtre des Qusar; Hasbal des Hasabila; Nab'a des Naba'at ; Sari des Sarayi'a. Ces quatre sections vivaient dans le Sinaï.

## Tarabin du Sinaï
Les Bédouins de la tribu des Tarabin du Sinaï sont actuellement situés juste au nord de Nuweiba et sont arrivés dans la péninsule il y a environ 300 ans. En 1874, ils sont enregistrés dans une liste de Bédouins, produite par le Palestine Exploration Fund, comme « dans le désert du Tih ».

## Tarabin du Negev

### La tribu Al-Aydi
Sous l’administration mamelouke, les Aydi du Néguev étaient liés à la tribu الترابين Tarabin bien qu’ils n’aient aucun lien de sang avec elle. Cela faisait partie d’un effort visant à réduire l’influence des Bédouins en Palestine en consolidant les petits clans en tribus plus grandes, moins nombreuses et plus faciles à contrôler. La  dynastie ottomane, le mandat britannique et leurs partisans ont poursuivi cette politique. Une loi ottomane de 1875 a réduit le nombre de tribus à six : les Tarabin, les Azazmé, les Tiyaha, les Jubarat, les Hanajré et les Huweitat. Son objectif était également d'essayer d'interdire aux Bédouins de voyager hors de Palestine et d'empêcher ceux de l'extérieur de venir en Palestine. Dans d'autres occasions, la famille Aydi est associée aux tribus التياها Tiyaha ou الجبارات Jubarat en raison de leur implication dans des alliances commerciales, militaires ou foncières.
La famille العايد al-Aydi tire ses racines d'une ancienne lignée bédouine qui remonte aux بنو عايد Banu Ayed ou بنو عائد Banu Aed. Son orthographe diffère selon le dialecte du territoire. Elle fait partie des tribus جذام Jidam et قحطان Qahtan, dont les origines se situent dans le sud de l'Arabie, dans l'actuel Yémen, et qui appartenaient aux عرب العاربة Arab al Aribah. Ils ont adopté le monothéisme il y a plus de deux mille ans.
Une branche de la tribu a quitté le Yémen en 542 de notre ère et s'est établie en Irak, au Levant, en Égypte, au Soudan, au Maghreb et dans le sud de l'Espagne. Dix-neuf familles se sont installées dans le Negev, dans l'actuelle Palestine historique. La branche égyptienne de la famille est communément appelée Abaza.
Le nom couramment utilisé aujourd'hui est Aydi. Il est parfois associé à leur tribu de référence Tarabin.

### Origines du nom Aydi
Le nom Aydi est parfois trouvé sous les formes العيايدة Al Ayayda, العائدية العائدي Al Aiidi, العايذ Al Ayeth, العوايدة Al Awaydé ou الاباظية Al Abathia. Les noms des clans et tribus bédouins évoluent dans le temps et l'espace, ce qui explique la légère différence d'orthographe.
Le nom Al Ayeth ou Ayed العائذ او العائد a trois significations différentes, issues de l'arabe bédouin ancien : une jeune gazelle femelle ; une personne qui rend visite aux malades pour les guérir ; un voyageur dans le but de servir la société.

### Origine historique
Une branche des Aydi est partie du Yémen en 542 de notre ère, pendant la période de déclin de la civilisation sud-arabique. Elle s’est dispersée dans diverses parties du monde, s’installant en Irak, au Levant, en Égypte, au Soudan, au Maghreb et jusqu’en Andalousie. Dix-neuf familles de la tribu Aydi se sont installées dans le Negev et y sont restées jusqu’en 1948. D’autres familles Aydi se sont établies dans plusieurs autres endroits de la Palestine.
Un manuscrit d’Ahmad Al Maqrizi de 1437, conservé à l’Université de Leyde, atteste que les Aydi sont des descendants directs des Jidam et qu’ils habitaient le sud de la Palestine et les régions entre Le Caire, en Égypte, et Aqaba, en Jordanie. D'après les mémoires d'Etienne Marc Quatremère, orientaliste français spécialiste des langues et cultures du Moyen-Orient, la tribu des Aydi, descendants des Jidam, était établie entre Le Caire et Aqaba.

### Responsabilités principales

#### Protection d'une route de pèlerinage vers la Mecque
En 1263, un prince connu sous le nom de Muhammad Al-Aydi le Grand se voit confier la responsabilité de protéger la route de pèlerinage d'Égypte à La Mecque, par le biais d'un accord avec le quatrième sultan mamelouk de la dynastie bahreïnite, Al-Malik Al-Zahir Baibars,. Une extension de la protection de la route d'Alexandrie à Aqaba, en passant par Le Caire, est mentionnée dans le manuscrit d'Ahmad al Maqrizi de 1437. Cette responsabilité est restée un devoir de la tribu Aydi jusqu'à l'ouverture du canal de Suez en 1896,,.

#### Gouvernance régionale et facilitation du commerce
En 1370, le sultan Al-Malik Al-Nasir Muhammad Ibn Qalawun nomme le cheikh Ibrahim Ahmad Al-Aydi comme délégué du gouvernement égyptien pour Ash Sharqia (un gouvernorat du nord-est de l'Égypte), le Sinaï et la Palestine. Un village d'Ash Sharqia porte le nom de la famille Ayed, قرى كفور العايد Kura Kfur Al-Ayed. Le cheikh était également désigné comme rédacteur des contrats commerciaux pour le commerce des chameaux.

#### Médiation judiciaire et arbitrage tribal
Les Bédouins du nord du Sinaï et du sud de la Palestine confiaient également aux cheikhs de la tribu Aydi une responsabilité sociale respectée. Depuis avant la période ottomane jusqu'à la fin du mandat britannique, ils étaient appelés à rendre des jugements dans des procès tribaux compliqués, où aucun témoin n'était disponible. Les procès impliquaient toute victime des tribus sous leur juridiction ou toute personne étrangère en visite ou de passage dans la région.

#### Protection du monastère Sainte-Catherine
La tribu Aydi établie en Égypte et en Palestine était également chargée de la sauvegarde du monastère Sainte-Catherine du Sinaï. Ils étaient les garants de l’exécution des contrats entre le monastère Sainte-Catherine et les tribus bédouines de Tur (région du mont Sinaï). Trente-cinq tribus bédouines étaient chargées de la sécurité et du bien-être des moines et des pèlerins qui se rendaient au monastère Sainte-Catherine et en revenaient, sur les routes entre l’Égypte et la Syrie,. Les cheikhs aydis étaient leurs garants, supervisant ou se portant garants de l’exécution des termes de tout contrat entre les deux parties. Le monastère a conservé des archives entre 1592 et 1851, qui mentionnent ce rôle mis en œuvre au moins depuis 1540.

#### Soins médicaux traditionnels
La branche de la tribu Aydi du Néguev est bien connue dans la région pour ses compétences médicales en médecine bédouine traditionnelle utilisant des amulettes, des talismans, des pierres, des graines et des plantes. L'une des significations d'al Aydi est une personne qui guérit les malades. La pratique d'utiliser des noms de famille professionnels dans le monde arabe a des racines qui remontent à plusieurs siècles, probablement apparues pendant la période médiévale. La première mention du nom de famille remonte à 1418, ce qui présuppose que la famille était connue et reconnue pour ses compétences médicales au moins à cette époque. Les Bédouins du Néguev croyaient fermement aux pouvoirs de guérison des éléments naturels, mélangeant souvent les remèdes traditionnels aux croyances spirituelles. Avec le développement de la médecine moderne au 18e siècle, les femmes de la tribu ont été envoyées à l'étranger dans les villes voisines (Le Caire, Alexandrie, Constantinople, Bagdad, Damas) où les membres de la famille vivaient pour terminer leurs études de médecine et revenir dans la région du Néguev pour exercer. Jusqu’à aujourd’hui, toutes les femmes et dans une certaine mesure les hommes de la famille suivent des études de médecine avant de se marier. C’est particulièrement le cas pour les femmes. Les hommes ont traditionnellement d’autres rôles mais peuvent développer cette compétence à certaines périodes où le personnel médical et l’expertise sont nécessaires.
Deux maqâms ont été érigés dans la région du Néguev en l’honneur de médecins charismatiques de la famille Aydi. Dans le maqâm Abu Ayada repose الشيخ ابو عايد Cheikh Abu Ayada, un médecin qui opérait à لشلالهl Shallala près de Wadi Sharia, à l’époque ottomane. Les Bédouins du Néguev utilisaient ce maqâm pour soigner les maladies des animaux. Maqâm Al Hajja Hakimah, situé à côté du village de قرية زماره Zummara à الشريعة Ash Sharia est le lieu de repos du Dr Hakimah Aydi, fondatrice du Musée de l'Héritage du Parfum de la Terre et médecin qui a terminé ses études de médecine au Caire en 1790. Le maqâm existe encore aujourd'hui. Les bédouins du Néguev croyaient que son âme aidait les femmes à porter des bébés en bonne santé si elles priaient près de son maqâm ou effectuaient des processus d'amulette particuliers.

#### Sauvegarder le savoir et la mémoire avec le Musée «l’Héritage vient du parfum de la Terre»
Avec la création du musée « l’Héritage vient du parfum de la Terre » تراث من عبق التراب (turath min abaqa al turab) vers 1790, la famille Aydi a utilisé sa collection comme un moyen de préserver son savoir ancestral et de le transmettre aux générations futures. Dans le cadre de l'activité du musée, des amulettes, des talismans, des pierres, des graines, des plantes couplés à des manuscrits d'Avicenne et d'Abu Al Qasim Al Zahrawi étaient étudiés et leurs pratiques transmises et préservées au sein de la communauté bédouine du Néguev et en Palestine.
A la fin du 19e siècle, le Dr Hissan Aydi Tarabin, la petite-fille de la fondatrice du musée et conservatrice de la collection à son époque, a utilisé les objets ethnographiques du musée pour apprendre aux populations locales à reproduire ces objets pour leur vie quotidienne. Un certain nombre était destiné au commerce. Des tapis, des ornements brodés et des bijoux étaient vendus à l’Égypte, à Jérusalem et à La Mecque en utilisant les codes tribaux de la famille Aydi.
En 1898, le célèbre peintre Ilya Repine, qui travaillait alors comme professeur à l'Académie impériale des Beaux-Arts de Saint-Pétersbourg, a visité le musée « L'héritage du parfum de la terre ». Il a reçu cinq de ses costumes féminins à utiliser dans les peintures de l'Académie représentant des scènes historiques palestiniennes. Ces robes brodées se trouvent aujourd'hui au musée de l'Académie des Beaux-Arts de Saint-Pétersbourg.
En 1948, une partie de la collection a pu être sauvée par Dr. Hakimah Aydi Tarabin, la dernière directrice féminine du musée avant sa destruction, et sauvegardée dans la vallée du Jourdain jusqu'à sa mort. Aujourd'hui, la collection se trouve au sein de l'Ecole de Muséologie Palestinienne et Arabe à Paris,, association à but non lucrative dirigée par Mathaf Aydi Tarabin, le petit-fils de Dr Hakimah Aydi Tarabin et descendant direct de la fondatrice du musée. 
En 2023, la Commission nationale palestinienne pour l’éducation, la culture et la science a reconnu la famille Aydi pour son engagement fort en faveur de la préservation de l’identité culturelle des Palestiniens depuis la création de sa première collection et de son premier musée. La délégation permanente de l’État de Palestine auprès de l’UNESCO a souligné que les activités muséologiques de la famille depuis le XVIIIe siècle sont la fierté nationale du pays,.